# Nicétas de Thessalonique
Pour les articles homonymes, voir Nicétas.
Nicétas de Thessalonique (appelé traditionnellement, sans doute à tort, Nicétas de Maronée), est un prélat et théologien byzantin actif dans la première moitié du XIIe siècle.

## Biographie
On en sait très peu sur lui. Il a d'abord été connu sous le nom de « Νικήτας ὁ τοῦ Μαρωνείας », ce qui signifie en fait « Nicétas le neveu de l'évêque de Maronée » (en Thrace). Il a été successivement chartophylax de Sainte-Sophie (après 1121) et métropolite de Thessalonique (en fonction en 1133, et sans doute assez brièvement). Il a succédé dans ces deux charges à Michel Choumnos.

## Œuvre
Il est l'auteur d'un ouvrage en six livres intitulé Dialogues sur la procession du Saint-Esprit, où il fait s'entretenir deux théologiens fictifs, un Grec et un Latin, sur cette question doctrinale débattue entre les deux Églises. Il est le premier auteur byzantin à reconnaître que la position latine sur le sujet est orthodoxe, que la procession « διὰ τοῦ Ύἱοῦ » (« par le Fils ») présente sous la plume de quelques Pères grecs et la procession « ἐκ τοῦ Ύἱοῦ » (« du Fils ») de l'Église latine peuvent être comprises de la même façon. Mais il insiste quand même sur le retrait du Filioque du Credo, un ajout unilatéral cause du schisme. Ce texte a influencé, au siècle suivant, Nicéphore Blemmydès et le patriarche « latinophrone » Jean Bekkos.
Le texte se trouve tout entier dans le manuscrit Vaticanus græcus 1115. Le livre I se trouve en PG, vol. 139, col. 169-202 (d'après une édition de Joseph Hergenröther). Les livres II, III et IV ont été publiés par Nicola Festa et Aurelio Palmieri dans le journal Bessarione entre 1912 et 1915.

## Édition
- Nicétas de Maronée (ou de Thessalonique), « Λόγοι διάφοροι πρὸς διάλογον ἐσχηματισμένοι περὶ τῆς ἐκπορεύσεως τοῦ Ἁγίου Πνεύματος (β'-δ') », Bessarione. Rivista di studi orientali 28, 1912, p. 93-107 ; 29, 1913, p. 104-113 et 295-315 ; 30, 1914, p. 55-75 et 243-259 ; 31, 1915, p. 239-246.
- Dialogi sex de processione Spiritus Sancti - Alexandra Bucossi, Luigi D'Amelia (eds) ; Corpus Christianorum Series Graeca, vol. 92, Brepols, 2021.